# 화명운동장 보조경기장
화명운동장 보조경기장(華明運動場補助競技場, Hwamyeong Auxiliary Stadium)은 대한민국 부산광역시에 있는 스포츠 시설이다. 천연잔디 필드가 갖춰진 경기장이며, 2006년에 준공되었다.

## 참고 문헌
- “화명생태공원”. 낙동강관리본부.
- “화명생태공원”. 《부산생활체육포털》. 부산광역시청.
- 〈화명운동장〉. 《부산역사문화대전》. 한국학중앙연구원.
- 《2023 전국 공공체육시설 현황 (2022년 12월말 기준)》. 대한민국 문화체육관광부. 2024.

## 같이 보기
- 화명운동장